# Фридлендер, Ханс-Петер
Ханс-Пе́тер Фридле́ндер (нем. Hans-Peter Friedländer; 6 ноября 1920, Берлин — 15 июля 1999) — швейцарский футболист, игравший на позиции нападающего, в частности, за клубы «Грассхоппер» и «Лозанна». Участник чемпионата мира 1950 года в составе национальной сборной Швейцарии. Трижды становился лучшим бомбардиром чемпионата Швейцарии.

## Клубная карьера
Фридлендер родился в Берлине и был сыном немца-еврея, приехал в Швейцарию в возрасте пяти лет и натурализовался в 1940 году в возрасте 20 лет. Его первым клубом был «Диссенхофен», за ним последовал «Шаффхаузен», из которого он затем перешёл в «Грассхоппер». С этим клубом трижды выигрывал Кубок Швейцарии (1941/1942, 1942/1943, 1945/1946) и трижды чемпионат Швейцарии (1941/1942, 1942/1943, 1944/1945). Товарищами по команде Фридлендера были Северино Минелли, Альфред Биккель и Лауро Амадо.
В 1947 году после шести лет в «Грассхопперс» Ханс-Петер переехал в «Лозанну». Однако его трансфер стал политическим вопросом, поскольку нападающий получил премию в размере 15 000 франков, что противоречило тогдашним любительским правилам. Фридлендера дисквалифицировали на три сезона, впрочем позже под общественным давлением срок дисквалификации был сокращён до 20 месяцев. С этим клубом выиграл Кубок Швейцарии в 1950 году и чемпионат Швейцарии в 1951 году. В 1953 году он подписал контракт с «Мартиньи-Спор» и отыграл там год, после чего завершил карьеру в 1957 году в «Серветте», за который играл следующие три сезона.
Ему удалось трижды стать лучшим бомбардиром швейцарской лиги в сезонах 1944/1945, 1945/1946 и 1950/1951. За свою карьеру Фридлендер перенёс восемь переломов костей.

## Карьера в сборной
15 ноября 1942 года дебютировал в официальных матчах в составе национальной сборной Швейцарии в матче против Швеции (3:1), в котором открыл счёт в матче. В составе сборной был участником чемпионата мира 1950 года в Бразилии, где сыграл против хозяев турнира, сборной Бразилии (2:2), и Мексики (2:1).
8 апреля 1945 года была сыграна последняя международная игра военного времени против Франции, и Фридлендер открыл в счёт в этом матче. Игра завершилась победой швейцарцев со счетом 1:0 на глазах у 26 000 зрителей. 9 ноября 1952 года нападающий провёл последний матч за сборную в Аугсбурге против Германии (1:5), забив утешительный гол своей команды. В течение карьеры в национальной команде провёл в её форме 22 матча, забив 12 голов.

## Достижения

### Командные
«Грассхоппер»
- Чемпион Швейцарии (3): 1941/1942, 1942/1943, 1944/1945
- Обладатель Кубка Швейцарии (3): 1941/1942, 1942/1943, 1945/1946

«Лозанна»
- Чемпион Швейцарии: 1950/1951
- Обладатель Кубка Швейцарии: 1949/1950

### Индивидуальные
- Лучший бомбардир чемпионата Швейцарии (3): 1944/1945, 1945/1946, 1950/1951

## Статистика выступлений
| Клуб             | Сезон            | Лига | Лига | Кубок Швейцарии | Кубок Швейцарии | Кубок чемпионов | Кубок чемпионов | Прочие | Прочие | Итого | Итого |
| Клуб             | Сезон            | Игры | Голы | Игры            | Голы            | Игры            | Голы            | Игры   | Голы   | Игры  | Голы  |
| ---------------- | ---------------- | ---- | ---- | --------------- | --------------- | --------------- | --------------- | ------ | ------ | ----- | ----- |
| Грассхоппер      | 1941/42          | 23   | 10   | 5               | 3               | -               | -               | 0      | 0      | 28    | 13    |
| Грассхоппер      | 1942/43          | 25   | 12   | 5               | 7               | -               | -               | 0      | 0      | 30    | 19    |
| Грассхоппер      | 1943/44          | 26   | 11   | 3               | 4               | -               | -               | 0      | 0      | 29    | 15    |
| Грассхоппер      | 1944/45          | 26   | 25   | 3               | 1               | -               | -               | 0      | 0      | 29    | 26    |
| Грассхоппер      | 1945/46          | 23   | 25   | 5               | 7               | -               | -               | 0      | 0      | 28    | 32    |
| Грассхоппер      | 1946/47          | 0    | 0    | 0               | 0               | -               | -               | 0      | 0      | 0     | 0     |
| Грассхоппер      | Итого            | 123  | 83   | 21              | 22              | 0               | 0               | 0      | 0      | 144   | 105   |
| Лозанна          | 1947/48          | 11   | 10   | 0               | 0               | -               | -               | 0      | 0      | 11    | 10    |
| Лозанна          | 1948/49          | 25   | 12   | 5               | 7               | -               | -               | 0      | 0      | 30    | 19    |
| Лозанна          | 1949/50          | 23   | 15   | 7               | 4               | -               | -               | 0      | 0      | 30    | 19    |
| Лозанна          | 1950/51          | 21   | 22   | 3               | 3               | -               | -               | 0      | 0      | 24    | 25    |
| Лозанна          | 1951/52          | 22   | 14   | 3               | 2               | -               | -               | 0      | 0      | 25    | 16    |
| Лозанна          | 1952/53          | 15   | 7    | 3               | 0               | -               | -               | 0      | 0      | 18    | 7     |
| Лозанна          | Итого            | 117  | 80   | 21              | 16              | 0               | 0               | 0      | 0      | 138   | 96    |
| Мартиньи-Спор    | 1953/54          | 19   | 10   | 2               | 0               | -               | -               | 1      | 0      | 22    | 10    |
| Мартиньи-Спор    | Итого            | 19   | 10   | 2               | 0               | 0               | 0               | 1      | 0      | 22    | 10    |
| Серветт          | 1954/55          | 24   | 14   | 2               | 1               | -               | -               | 0      | 0      | 26    | 15    |
| Серветт          | 1955/56          | 3    | 1    | 0               | 0               | 1               | 0               | 0      | 0      | 4     | 1     |
| Серветт          | Итого            | 27   | 15   | 2               | 1               | 1               | 0               | 0      | 0      | 30    | 16    |
| Всего за карьеру | Всего за карьеру | 286  | 188  | 46              | 39              | 1               | 0               | 1      | 0      | 334   | 227   |